# Курганчиковая мышь
Курганчиковая мышь (лат. Mus spicilegus) — вид грызунов рода домовых мышей.
Внешне схожа с домовой мышью и долгое время считалась её подвидом. В отличие от домовой мыши курганчиковая мышь не имеет характерного запаха. Основной особенностью поведения является строительство «курганчиков» из травы и земли с запасами корма (семян) на зиму. Курганчиковая мышь населяет лесные и лесостепные зоны Юго-Восточной Европы. На территории России встречается в Ростовской области, а также, вероятно, в Белгородской и Воронежской областях.
Впервые описание особого вида степных мышей было предпринято А. Нордманом в 1840 г. под названием лат. Mus hortulanus, однако современные исследователи полагают, что Нордман всё же имел дело с домовой мышью. Первые образцы именно курганчиковой мыши были пойманы Ш. Я. Петеньи в 1852 году в Венгрии и хранятся в коллекции Венгерского национального исторического музея; подготовленное Петеньи описание было опубликовано посмертно К. Чизером.